# (2263) Shaanxi
(2263) Shaanxi ist ein Asteroid des Hauptgürtels, der am 30. Oktober 1978 am Purple-Mountain-Observatorium in Nanjing entdeckt wurde.
Benannt ist der Asteroid nach der chinesischen Provinz Shaanxi.